# Österrikes Grand Prix 1971
Österrikes Grand Prix 1971 var det åttonde av elva lopp ingående i formel 1-VM 1971.  

## Resultat
1. Jo Siffert, BRM, 9 poäng
2. Emerson Fittipaldi, Lotus-Ford, 6
3. Tim Schenken, Brabham-Ford, 4
4. Reine Wisell, Lotus-Ford, 3
5. Graham Hill, Brabham-Ford, 2
6. Henri Pescarolo, Williams (March-Ford), 1
7. Rolf Stommelen, Surtees-Ford
8. Ronnie Peterson, March-Ford
9. Jackie Oliver, McLaren-Ford
10. Peter Gethin, BRM
11. Helmut Marko, BRM
12. Nanni Galli, March-Alfa Romeo

### Förare som bröt loppet
- Mike Beuttler, Clarke-Mordaunt-Guthrie (March-Ford) (varv 47, för få varv)
- François Cévert, Tyrrell-Ford (42, motor)
- Jackie Stewart, Tyrrell-Ford (35, bakaxel)
- Jacky Ickx, Ferrari (31, motor)
- Niki Lauda, March-Ford (20, hantering)
- John Surtees, Surtees-Ford (12, motor)
- Clay Regazzoni, Ferrari (8, motor)
- Howden Ganley, BRM (5, tändning)
- Denny Hulme, McLaren-Ford (4, motor)
- Joakim Bonnier, Jo Bonnier (McLaren-Ford) (0, bränsleläcka)